# Öhringen
Öhringen város Németországban, azon belül Baden-Württembergben. Lakosainak száma 25 591 fő (2023. december 31.).

## Népesség
A település népessége az elmúlt években az alábbi módon változott:
| Lakosok száma | 14 425 | 15 726 | 16 170 | 16 459 | 17 019 | 21 217 | 22 208 | 22 766 | 22 777 | 25 591 |
|               | 1961   | 1968   | 1974   | 1981   | 1987   | 1994   | 2000   | 2007   | 2013   | 2023   |

## Fekvése
Hellbronntól északkeletre fekvő település.

## Éghajlat
| Hónap                                     | Jan. | Feb. | Már. | Ápr. | Máj. | Jún. | Júl. | Aug. | Szep. | Okt. | Nov. | Dec. | Év   |
| ----------------------------------------- | ---- | ---- | ---- | ---- | ---- | ---- | ---- | ---- | ----- | ---- | ---- | ---- | ---- |
| Átlagos max. hőmérséklet (°C)             | 4,5  | 6,1  | 10,8 | 15,9 | 19,8 | 23,3 | 25,4 | 25,3 | 20,4  | 14,9 | 8,7  | 5,2  | 15,1 |
| Átlagos min. hőmérséklet (°C)             | −1,0 | −0,8 | 1,9  | 4,9  | 9,0  | 12,4 | 14,1 | 13,9 | 10,2  | 6,6  | 2,8  | 0,0  | 6,2  |
| Átl. csapadékmennyiség (mm)               | 58   | 53   | 62   | 47   | 74   | 67   | 79   | 72   | 61    | 69   | 63   | 76   | 781  |
| Havi napsütéses órák száma                | 59   | 83   | 135  | 189  | 217  | 231  | 243  | 230  | 171   | 113  | 62   | 49   | 1782 |
| Forrás: World Meteorological Organization |      |      |      |      |      |      |      |      |       |      |      |      |      |

## Története
Öhringen és környéke a mai városközpont és a környező települések régészeti leletei szerint már az újkőkorszak idején lakott helynek számított. A Golberg a Michelsberger kultúra legkorábbi helyszíne. A bronzkor és vaskor idejéről azonban Öhringenben és környékén kevés bizonyíték található.
Körülbelül 155-ben két kastély épült a római Limes mentén. A katonai és gazdasági szempontból fontos helyet a római császár, Mark Aurel vicus aurelianus nevezte el. A 259-es és a 260-as évek alemann támadásai a limes bukását és a római Öhringen lerombolását eredményezték. A római kortól a korai középkorig Öhringer térségben szinte egyáltalán nincs település-folytonosság, egy a 7. századból származó sír kivételével.
A település nevét 1037-ben említette először oklevél, Oringowe (Gau a Unterohrn) néven, majd 1472-ben Orngau néven történt róla említés.
1500-ban a város Hohenlohes része volt.
A harmincéves háború alatt Öhringen különösen az 1625-ös pestis miatt éhínségben szenvedett. 1634. szeptember 13-tól szeptember 18-ig Öhringent a szomszédos városokhoz hasonlóan kifosztották. A város 1645 és 1646 között Leopold Wilhelm főherceg székhelye, kinek csapatai harcoltak a svédek ellen.
1677-ben Öhringen I. Johann Friedrich Hohenlohei gróf lakóhelyévé vált. Öhringenben az ő idejében fellendülés tapasztalható. A kastély ez időkben színházzal is bővült. 1698-ban a Hohenlohe család örökölte a Hohenlohe-Neuenstein vonalat. A felmérések szerint 1800-ban a város a 17 Hohenlohe város közül a legnagyobb volt. Körülbelül 3000 lakos volt, és a vidék térségében kiterjedt kézműipari és kereskedelmi központ is.
A 19. század második felében kézműves és kereskedelmi város maradt. 1862-ig a vízi járműveket céhekben szervezték meg, korlátozva a hozzáférést, a kapacitást és egyéb szabályokat.

## Galéria

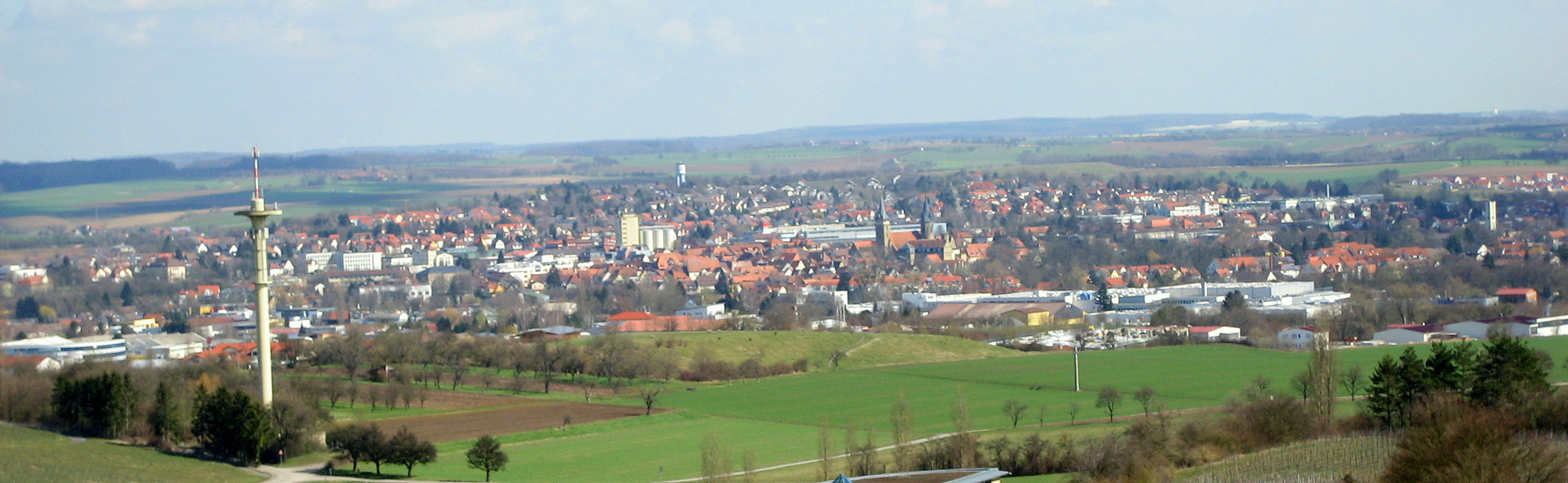
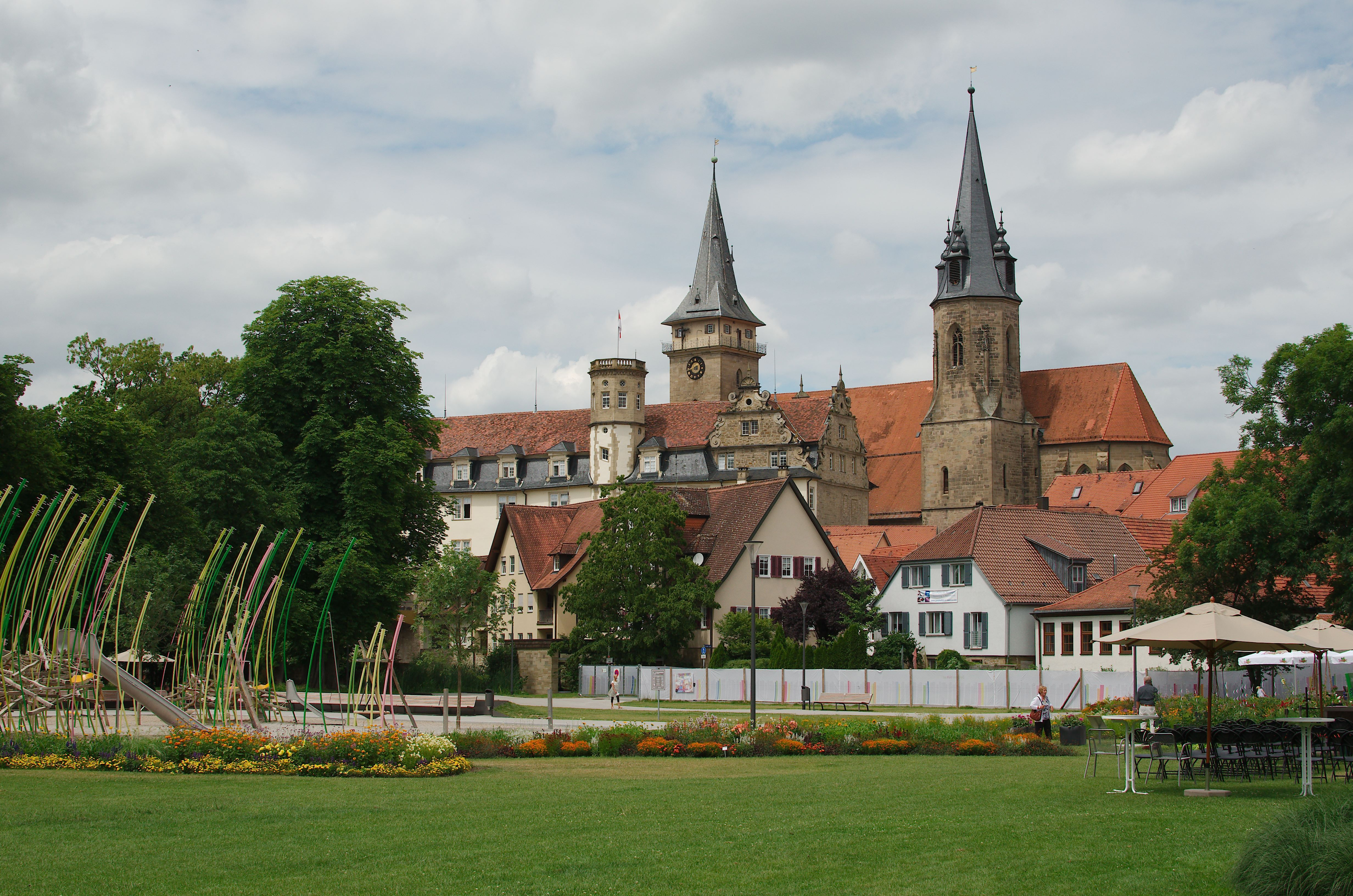
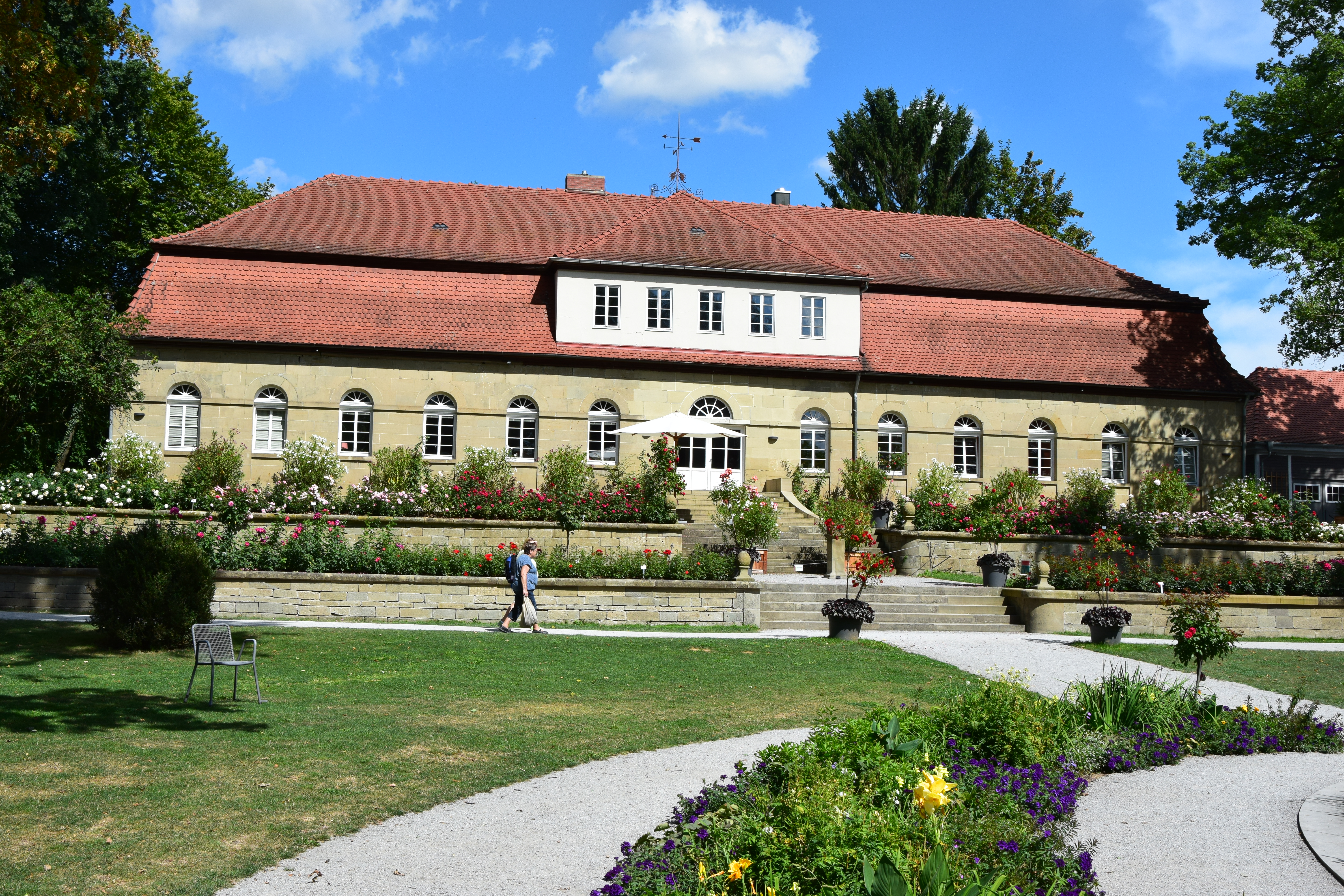
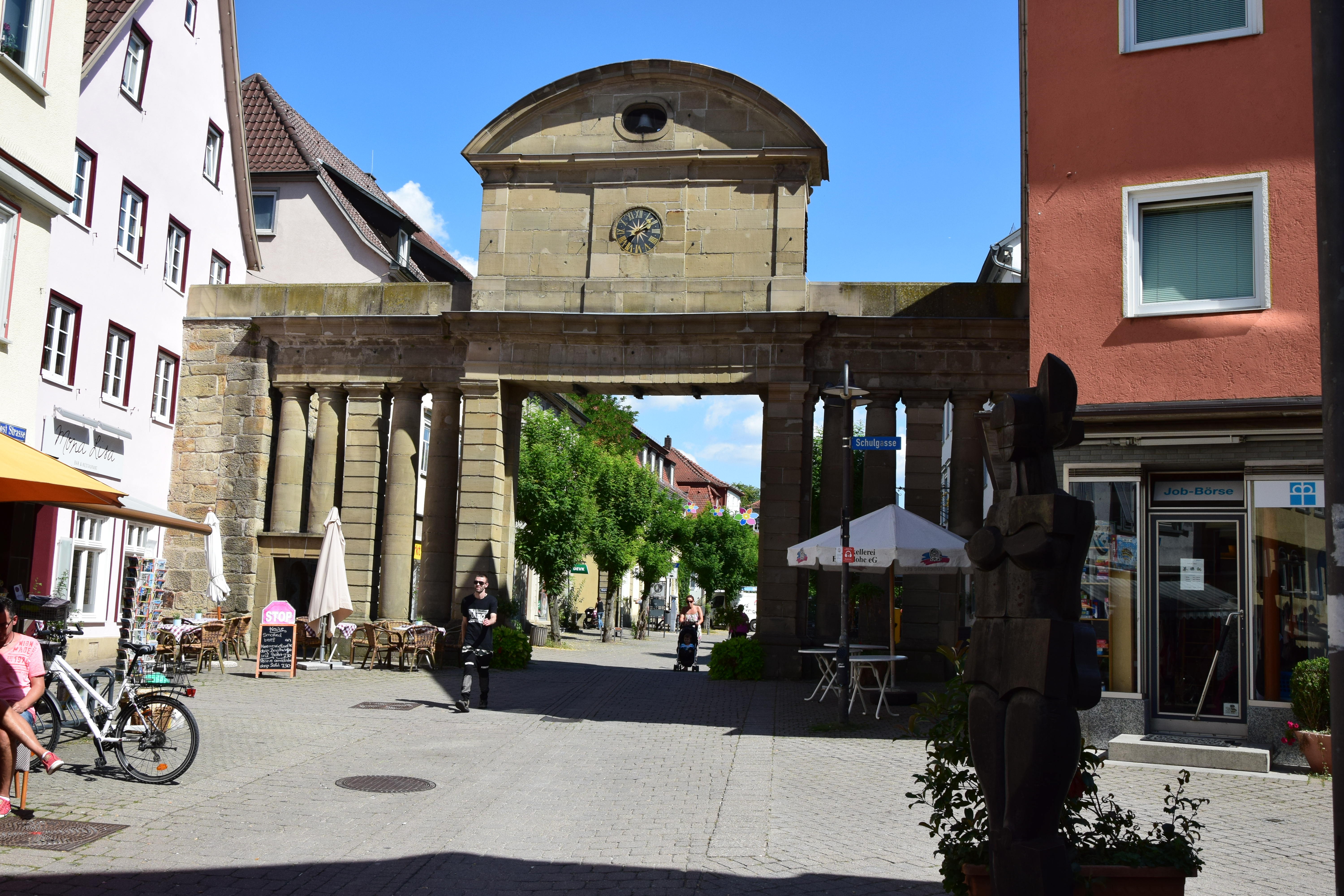
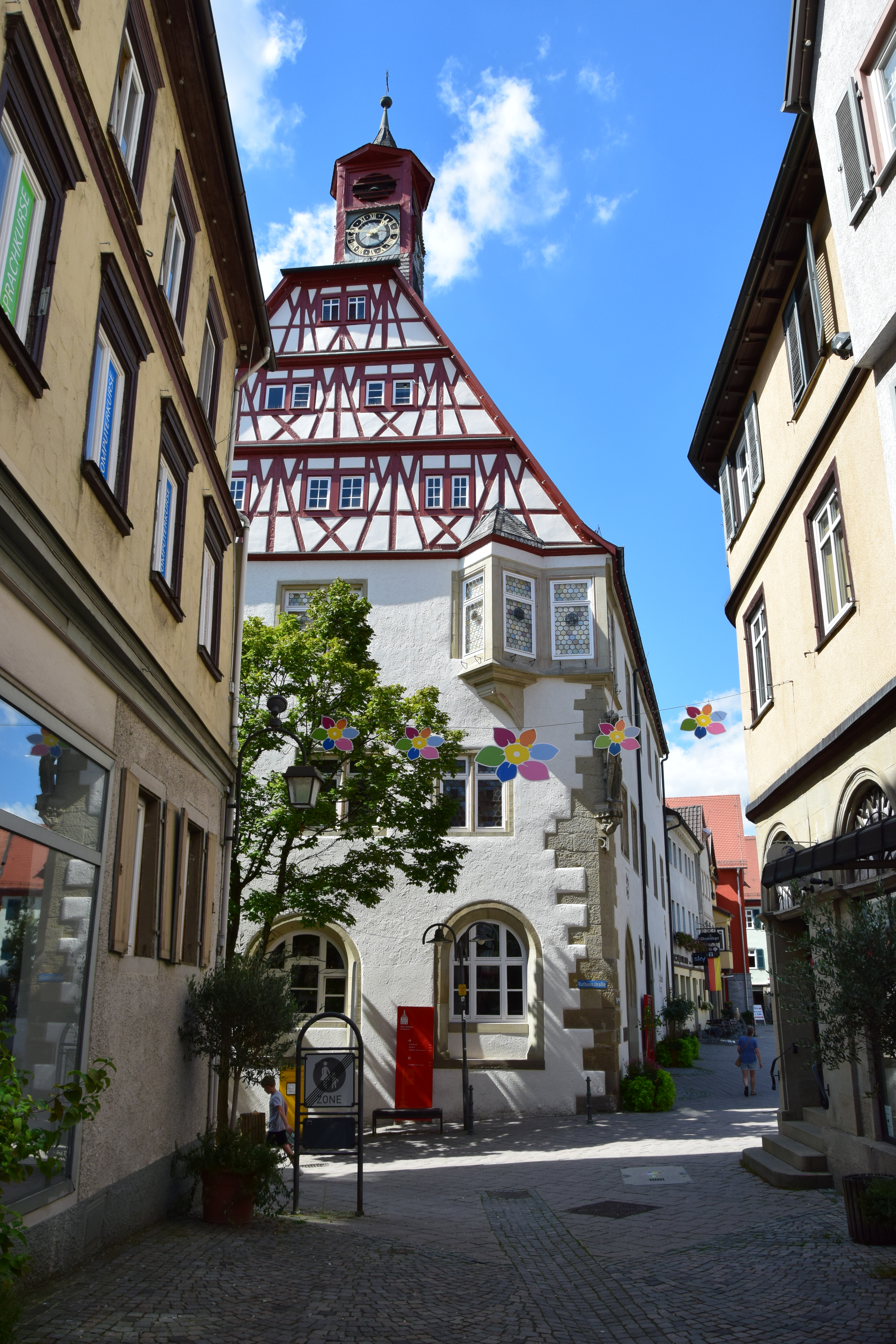
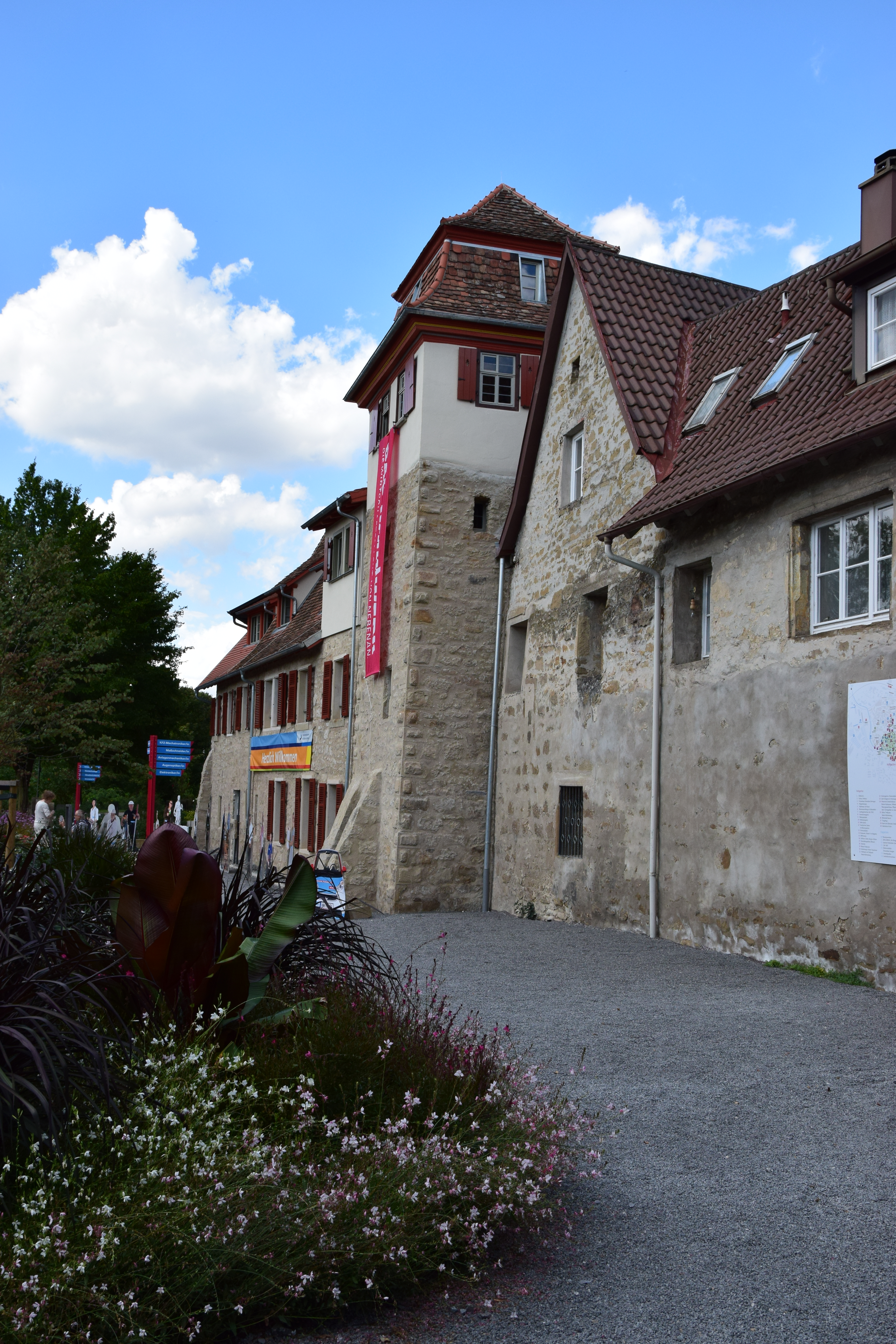
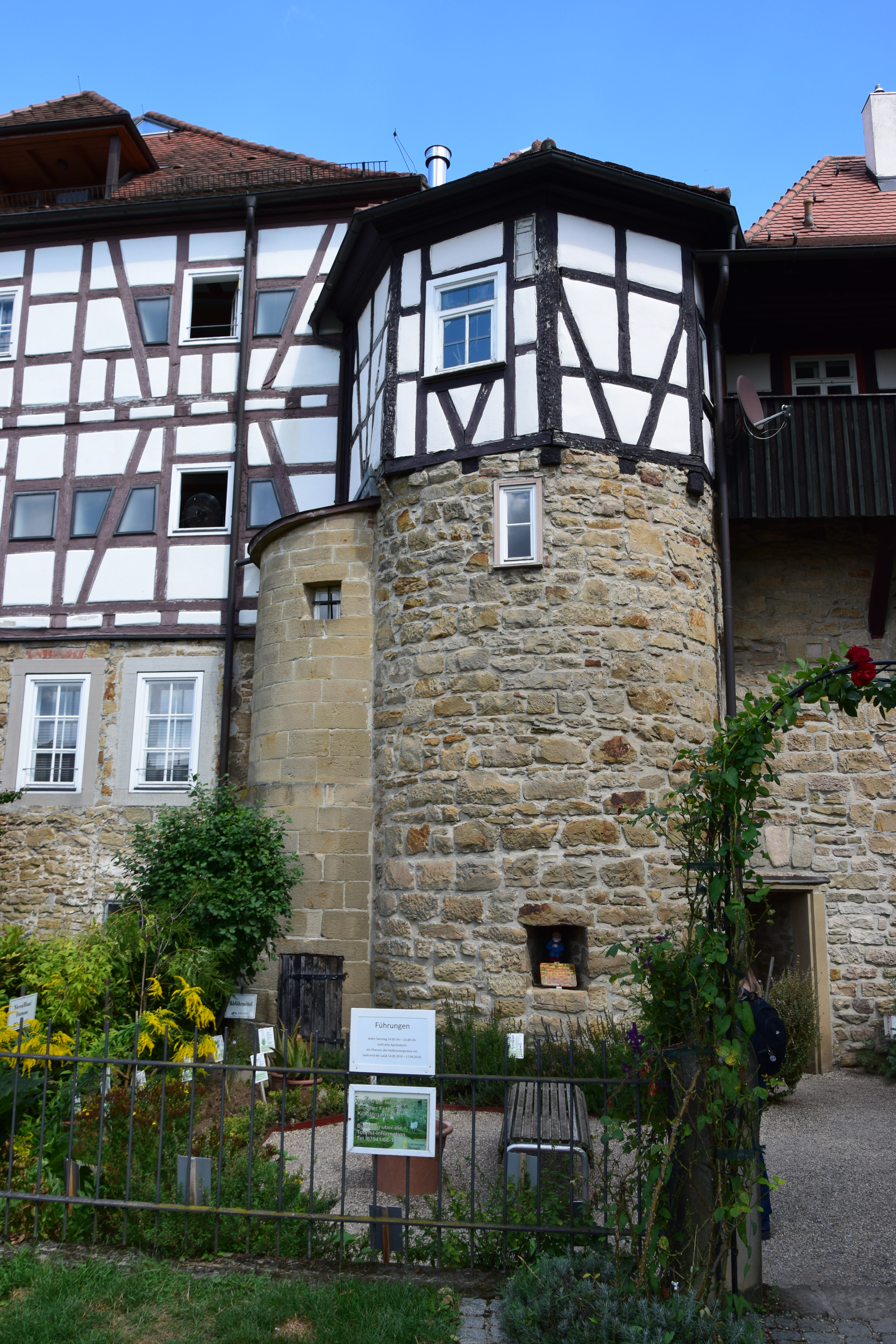
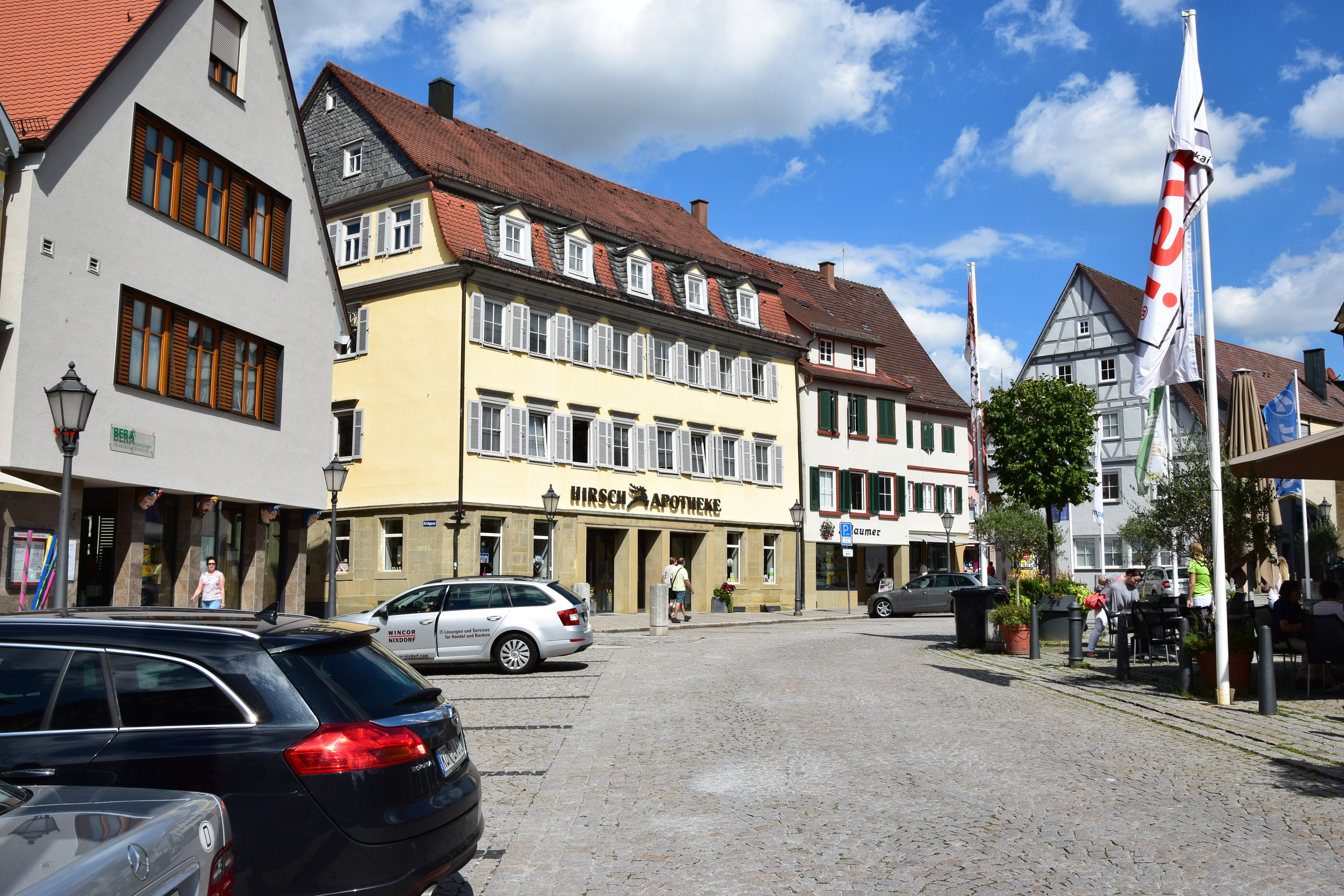

## Kapcsolódó szócikkek

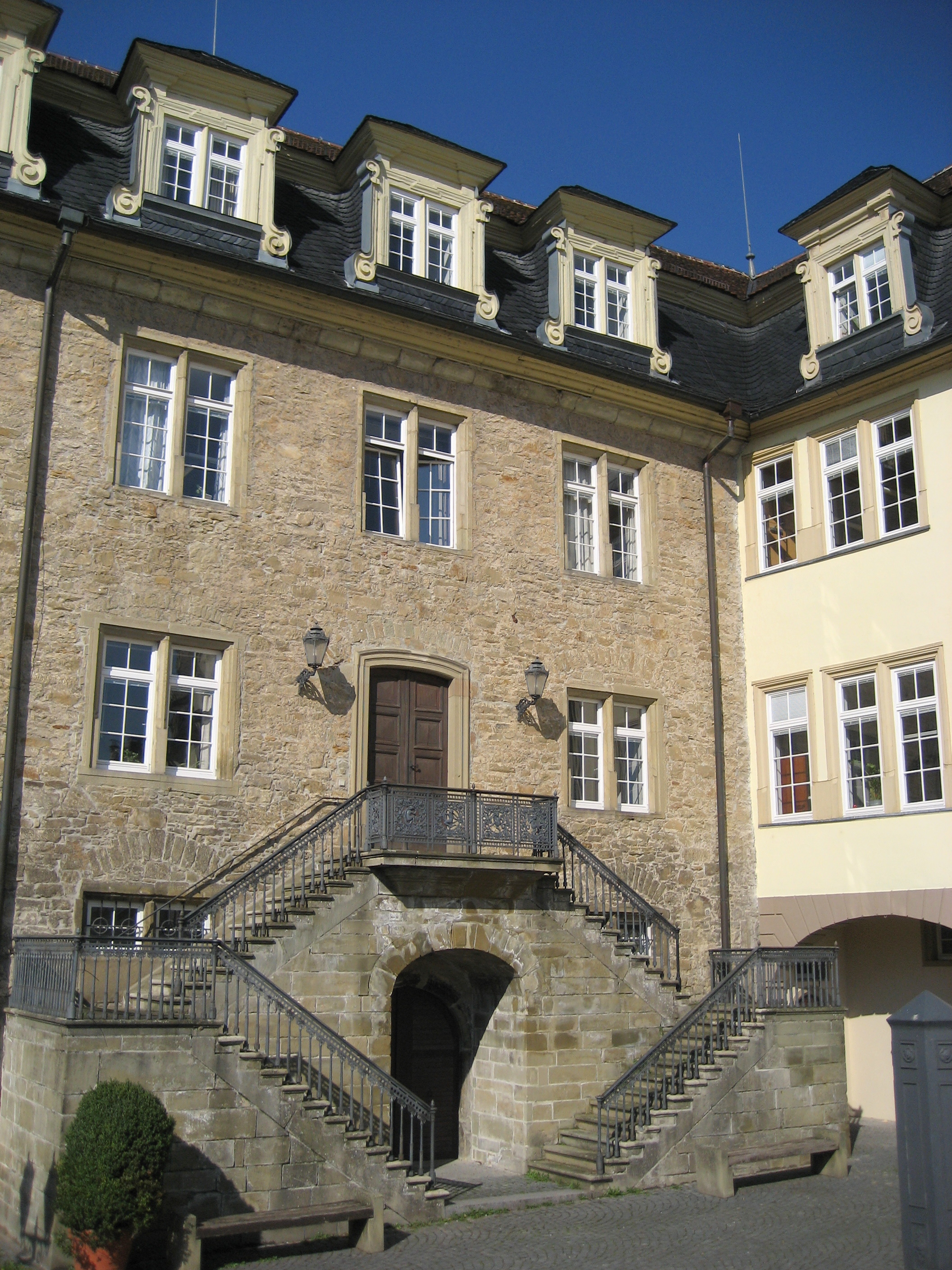
kastélyi udvar
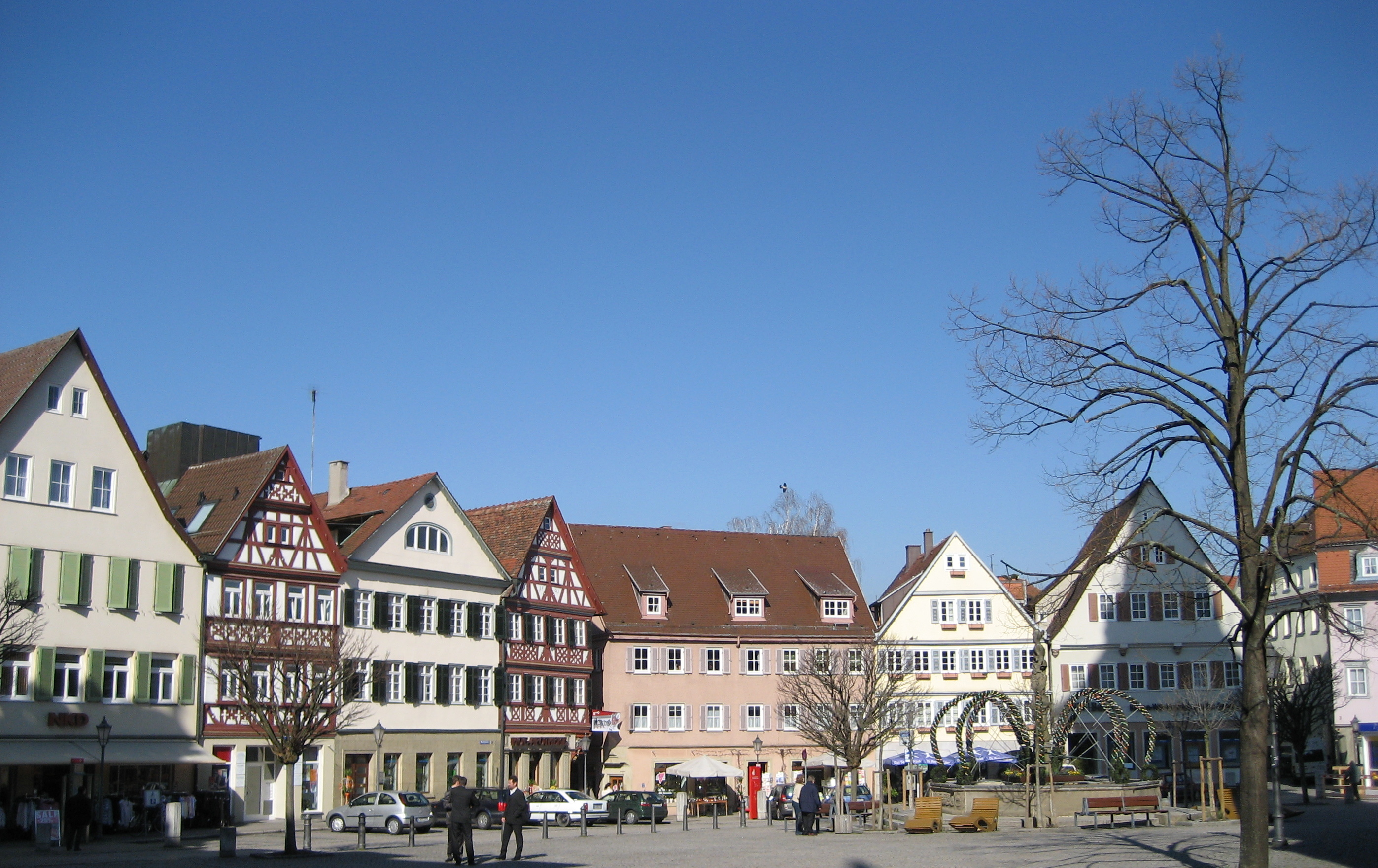
piactér
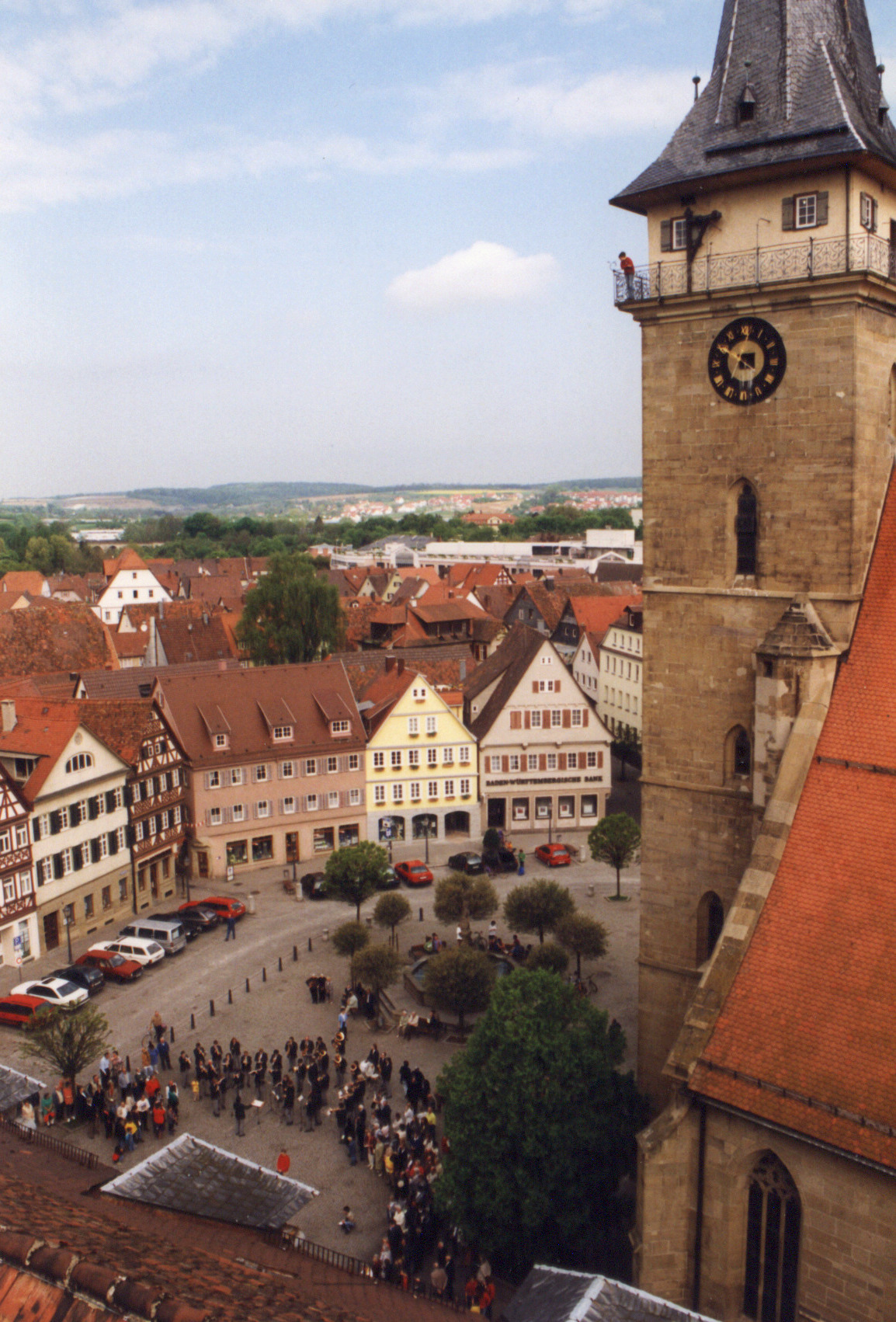
piactér és templom
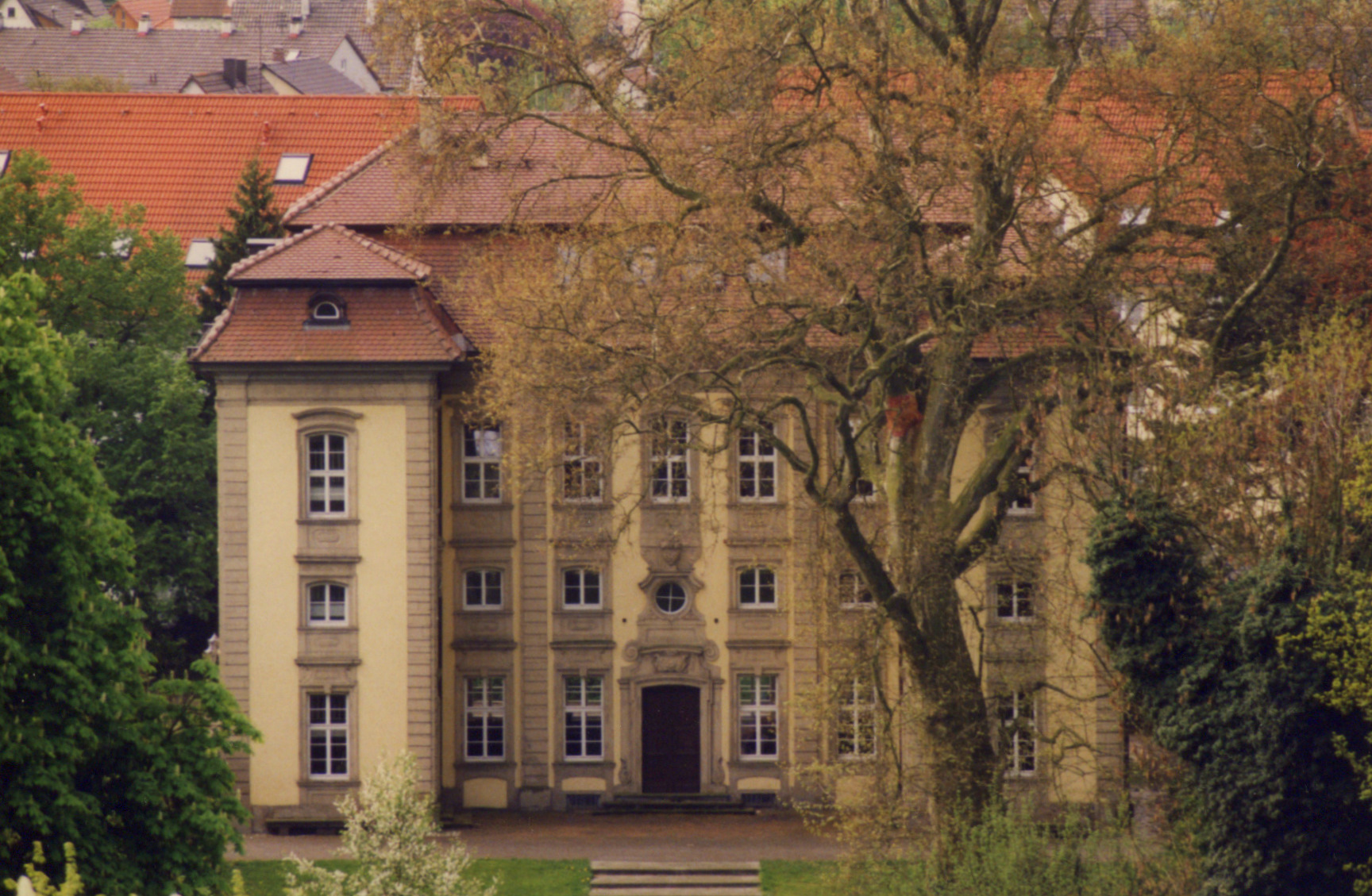
színház

## Városrészek
| Városrész          | beolvadás          | fő    | terület ha | a részei                                         |
| ------------------ | ------------------ | ----- | ---------- | ------------------------------------------------ |
| Baumerlenbach      | 1972. december 31. | 407   | 622        | –                                                |
| Büttelbronn        | 1973. december 31. | 515   | 694        | Ober- und Untermaßholderbach                     |
| Cappel             | 1975. január 1.    | 1.163 | 230        | –                                                |
| Eckartsweiler      | 1975. január 1.    | 353   | 754        | Platzhof, Untersöllbach, Weinsbach               |
| Michelbach am Wald | 1972. december 31. | 1231  | 1321       | –                                                |
| Möglingen          | 1972. december 31. | 272   | 356        | –                                                |
| Ohrnberg           | 1972. december 31. | 624   | 785        | Buchhof, Heuholzhöfe, Neuenberg, Ruckhardshausen |
| Schwöllbronn       | 1972. február 1.   | 478   | 681        | Unterohrn                                        |
| Verrenberg         | 1972. február 1.   | 680   | 414        | –                                                |

## Közlekedés

### Közúti közlekedés
A várost érinti az A6-os autópálya.